# Neotyphloceras
Neotyphloceras är ett släkte av loppor. Neotyphloceras ingår i familjen mullvadsloppor.
Kladogram enligt Catalogue of Life:
| Neotyphloceras | \| \| Neotyphloceras crassispina \| \| \| \| \| \| Neotyphloceras rosenbergi \| \| \| \| |
|                | \| \| Neotyphloceras crassispina \| \| \| \| \| \| Neotyphloceras rosenbergi \| \| \| \| |
|                | Neotyphloceras crassispina                                                               |
|                |                                                                                          |
|                | Neotyphloceras rosenbergi                                                                |
|                |                                                                                          |